# Oggi è un altro giorno
Oggi è un altro giorno è stato un programma televisivo italiano, andato in onda su Rai 1 dal 7 settembre 2020 al 30 giugno 2023 con la conduzione di Serena Bortone. Il programma ha avuto tre edizioni e veniva trasmesso in diretta dal lunedì al venerdì dallo studio 3 del Centro di produzione TV Raffaella Carrà di Roma.

## Il programma
Il programma, nato con lo scopo di analizzare luci e ombre del Paese e la ripartenza dell'Italia dopo il duro colpo accusato a seguito della pandemia di COVID-19, era un talk show nel quale si alternavano interviste a personaggi famosi e a protagonisti del mondo dello spettacolo, collegamenti, racconti di stringente attualità e dibattiti politico-sociali.

## Cast
Caratteristica del programma era la presenza in studio di un gruppo semi-fisso di opinionisti (solitamente 2 o 3), gli "affetti stabili", che affiancavano quotidianamente la conduttrice e commentavano i temi della puntata. Tra gli "affetti stabili" più ricorrenti c'erano la cantante Gigliola Cinquetti, il nuotatore Massimiliano Rosolino, il giornalista Alessandro Cecchi Paone, i conduttori Pino Strabioli e Gigi Marzullo, la showgirl Minnie Minoprio, le cantanti  Lidia Schillaci e  Jessica Morlacchi, Romina Carrisi, la "signorina buonasera" Mariolina Cannuli, la conduttrice Carolina Rey, gli attori Emanuel Caserio e Pietro Masotti, il ballerino Samuel Peron, il coreografo Luca Tommassini e lo stilista e giudice di Ballando con le stelle Guillermo Mariotto.
Il 9 febbraio 2021 entrò nel cast del programma Massimo Cannoletta, ex concorrente del game show L'eredità e successivamente presenza fissa di Citofonare Rai 2: curò un breve spazio di divulgazione intitolato Massimo 5 minuti, accompagnato in sottofondo dalla Chanson balladée, storica sigla della rubrica Rai Almanacco del giorno dopo, diventato poi Massimo 5 secondi, un quiz al quale partecipavano gli altri affetti stabili con 5 secondi a disposizione per rispondere alla domanda, e Massimo...una parola.  
Dal 1º marzo dello stesso anno fu presente al pianoforte il cantautore Memo Remigi, per curar l'accompagnamento musicale del programma. Dal 25 al 29 ottobre 2021, dopo essersi posto in quarantena preventiva a causa di un contatto con un positivo al COVID-19, Remigi fu temporaneamente sostituito dai cantanti Agostino Penna, Antonio Mezzancella e Marco Armani. Dal 7 febbraio Mezzancella si affiancava a Remigi, accompagnando le esibizioni con la chitarra mentre quest'ultimo restò al piano, ad eccezione del venerdì quando, in assenza di Remigi, lo sostituì al solo pianoforte.
Dal 19 aprile al 4 giugno 2021 si aggiunse (solo nelle puntate del lunedì e del venerdì) l'attore Lino Banfi, con la sua rubrica Lino Nazionale, durante la quale l'attore comico rispondeva a domande, richieste e videomessaggi inviati dai telespettatori.
Il programma vide inoltre la partecipazione di vari inviati sul campo, quali Domenico Marocchi, Valerio Scarponi, Luca Rosini e Selenia Orzella.
Nella terza edizione vennero rinnovati sigla, musiche, logo, e grafiche ed entrarono nel cast degli "affetti stabili" l'opinionista Francesco Oppini, la showgirl Laura Freddi e l'attrice Eva Grimaldi.
Dal 24 ottobre 2022 Memo Remigi, reo di aver palpato in diretta la cantante Jessica Morlacchi nel corso dell'anteprima della puntata del 21 ottobre, non fece più parte del cast degli "affetti stabili". La questione, sollevata prima da un'utente su Twitter e poi da Striscia la notizia nella sera del 26 ottobre, fu approfondita nel corso della puntata del 27 ottobre, quando la conduttrice Serena Bortone annunciò al pubblico l'allontanamento del cantautore dalla trasmissione.
In occasione del Campionato mondiale di calcio 2022, dal 22 novembre al 6 dicembre e il 9 dicembre il programma modificò il proprio titolo in Oggi è un altro giorno + e dal 29 novembre al 6 dicembre e il 9 dicembre anticipò la sua chiusura alle 15:30.
Il 13 febbraio 2023, in occasione delle elezioni regionali, la puntata eccezionalmente durò 45 minuti, modificando il proprio titolo in Oggi è un altro giorno short.
Nonostante il discreto successo, il programma termina definitivamente il 30 giugno 2023 venendo sostituito, dalla stagione successiva, da La volta buona condotto da Caterina Balivo al suo ritorno in quella fascia oraria dopo tre anni dalla cancellazione di Vieni da me.
Al programma era anche legato un podcast omonimo disponibile su RaiPlay Sound.

## Edizioni
| Edizione | Anno      | Conduzione     | Periodo           | Periodo        | Puntate | Regia            | Studio                                           | Sede |
| Edizione | Anno      | Conduzione     | Inizio            | Fine           | Puntate | Regia            | Studio                                           | Sede |
| -------- | --------- | -------------- | ----------------- | -------------- | ------- | ---------------- | ------------------------------------------------ | ---- |
| 1ª       | 2020-2021 | Serena Bortone | 7 settembre 2020  | 25 giugno 2021 | 198     | David Marcotulli | Studio 3 Centro di produzione TV Raffaella Carrà | Roma |
| 2ª       | 2021-2022 | Serena Bortone | 14 settembre 2021 | 3 giugno 2022  | 179     | David Marcotulli | Studio 3 Centro di produzione TV Raffaella Carrà | Roma |
| 3ª       | 2022-2023 | Serena Bortone | 5 settembre 2022  | 30 giugno 2023 | 209     | David Marcotulli | Studio 3 Centro di produzione TV Raffaella Carrà | Roma |

## Audience
| Edizione | Rete televisiva | Anno      | Stagione         | Orario      | Durata  | Programmazione | Programmazione | Programmazione | Programmazione | Programmazione | Programmazione | Programmazione | Collocazione | Media auditel  | Media auditel |
| Edizione | Rete televisiva | Anno      | Stagione         | Orario      | Durata  | L              | M              | M              | G              | V              | S              | D              | Collocazione | Telespettatori | Share         |
| -------- | --------------- | --------- | ---------------- | ----------- | ------- | -------------- | -------------- | -------------- | -------------- | -------------- | -------------- | -------------- | ------------ | -------------- | ------------- |
| 1ª       | Rai 1           | 2020-2021 | estate-estate    | 14:00-15:55 | 115 min |                |                |                |                |                |                |                | Day-time     | –              | 12,59%        |
| 2ª       | Rai 1           | 2021-2022 | estate-primavera | 14:00-15:55 | 115 min | 14,35%         |                |                |                |                |                |                | Day-time     | –              |               |
| 3ª       | Rai 1           | 2022-2023 | estate-estate    | 14:05-16:05 | 120 min | 16,11%         |                |                |                |                |                |                | Day-time     | –              |               |

## Curiosità
- Dal 14 al 22 gennaio 2021 e dal 21 al 24 marzo 2022 la conduttrice Serena Bortone è stata costretta a presentare il programma da casa, in modalità remota, in quanto è risultata positiva al COVID-19; nel secondo caso, è sostituita in studio da Pino Strabioli.
- Durante la prima edizione, nel programma di Rai 2 Quelli che il calcio venne realizzata una parodia del programma (con il medesimo titolo) incentrata sull'imitazione di Serena Bortone da parte dell'attrice comica Barbara Foria.
- Soltanto nelle ultime puntate della seconda edizione, dal 30 maggio al 3 giugno 2022, è stato introdotto il pubblico in studio.

## Controversie
Bortone ha recentemente visto il suo programma Oggi è un altro giorno escluso dai palinsesti Rai, dopo diverse stagioni di successo su Rai1. Per la prossima stagione, Bortone passerà alla conduzione del programma Chesarà... su Rai3, in sostituzione de Le parole La cancellazione del suo programma ha lasciato perplessi i suoi collaboratori, tra cui Jessica Morlacchi, cantante e presenza fissa nel cast del programma. Il 21 ottobre 2022, durante una diretta televisiva su Rai1, Remigi è stato protagonista di un gesto inappropriato nei confronti di Jessica Morlacchi, toccandole il fondoschiena. Il cantante ha cercato di minimizzare l'accaduto, descrivendolo come una "pacchettina portafortuna", ma l'episodio è stato interpretato come una molestia in diretta televisiva. Morlacchi ha troncato ogni rapporto con Remigi, e successivamente Serena Bortone ha deciso di escluderlo dal programma.
Memo Remigi, in un'intervista rilasciata alla rivista Chi, ha dichiarato di sentirsi abbandonato sia da Morlacchi che da Serena Bortone. Ha spiegato di aver tentato di contattare la cantante, ma di non aver ricevuto risposta, e si è detto deluso per la mancanza di supporto da parte di Bortone, con la quale non ha più avuto contatti. Nonostante ciò, Remigi ha sottolineato che non nutre rancore nei confronti della conduttrice, pur aspettandosi maggiore umanità.

## Puntate speciali

### Oggi è un altro giorno extra
Il 7 dicembre 2021 è andata in onda una puntata speciale (al termine della puntata tradizionale) dal titolo Oggi è un altro giorno Extra in occasione della serata inaugurale della stagione teatrale del teatro alla scala. Tale puntata è seguita da 1 885 000 telespettatori con il 15,60% di share.

### Oggi è un altro giorno Collection
Il 13 settembre 2021 è andata in onda uno special con il meglio delle puntate andate in onda nella scorsa edizione, dal titolo Oggi è un altro giorno Collection, al posto della prima puntata della seconda edizione che, inizialmente prevista per quel giorno, è stata posticipata a causa di uno sciopero indetto dagli addetti della sede Rai di Roma.
Il 7 dicembre 2022 è andata in onda uno speciale con il meglio delle puntate andate in onda, dal titolo Oggi è un altro giorno Collection, al termine della messa in onda della puntata tradizionale. Lo special viene seguito da 1 242 000 telespettatori, pari al 14,50% di share. Altre puntate con il meglio del programma sono andate in onda in ulteriori occasioni (come le feste natalizie) in sostituzione della puntata tradizionale.